# Georg Wilhelm Issel

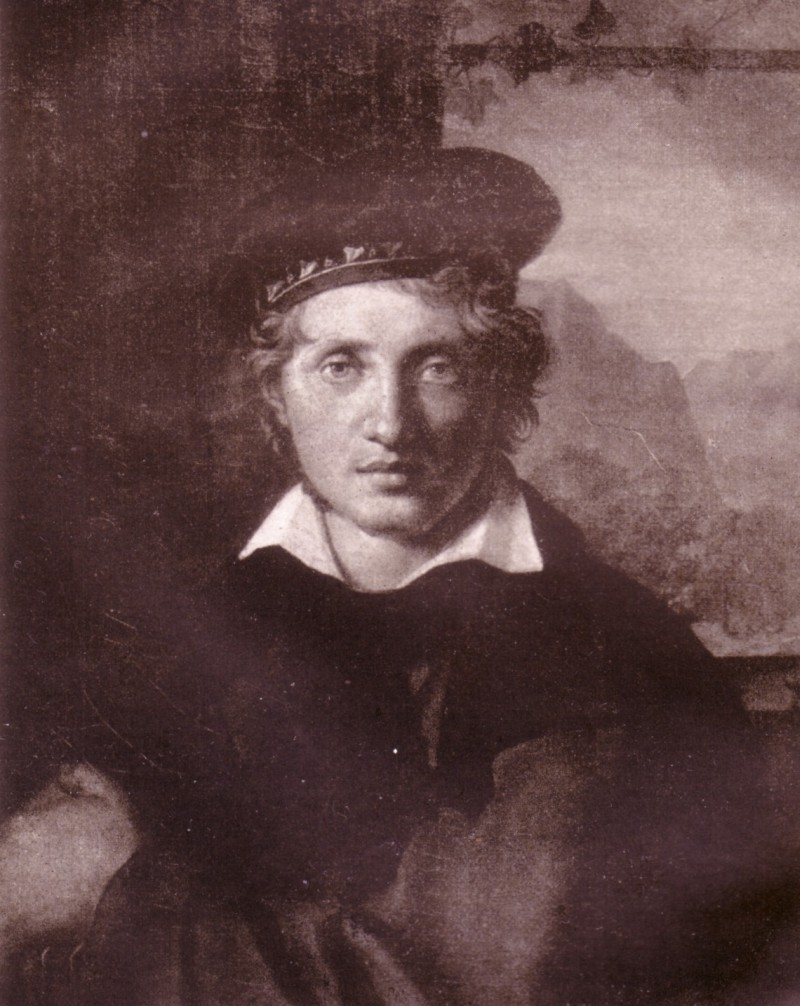
G. W. Issel, um 1820 (Porträt von Peter Rittig)

Georg Wilhelm Issel (* 13. Oktober 1785 in Darmstadt; † 15. August 1870 in Heidelberg) war ein deutscher Maler, Darmstädter Hofrat und Kunsthistoriker.

## Leben

### Herkunft
Georg Wilhelm Issel wurde als Sohn des Darmstädter Tuchmachermeisters Johann Franz Issel und der ehemaligen Bediensteten Maria Friedericka Dorothea Issel (geb. Bürger) geboren. Seine Mutter arbeitete ehemals als Bedienstete beim Darmstädter Landgrafen und späteren Großherzog Ludwig I. von Hessen. In der Familienchronik ist vermerkt, dass nicht Johannes Issel der leibliche Vater sei, sondern der Erbprinz Ludwig I. selbst. Dieser Umstand würde die lebenslangen Zuweisungen des Darmstädter Hofs an Issel erklären.

### Ausbildung
Die Erziehung wurde von der Mutter übernommen, da der soziale Vater Johannes Issel schon 1787 verstarb. Seine Schulausbildung erfuhr er wahrscheinlich in Darmstadt. Im April 1803 wurde er an der Universität Gießen als Jurastudent immatrikuliert. In Höchst und Frankfurt, wo er ab 1804 lebte, bildete er sich autodidaktisch als Zeichner und Maler heran, wobei ihn wahrscheinlich der Wiener Landschaftsmaler Anton Radl unterstützte.
In dieser Zeit entstanden auch einige literarische Versuche, zum Beispiel eine Tragödie über die Gräfin Platen, die Mätresse des Kurfürsten Ernst August von Braunschweig-Lüneburg und Hannover, die in Frankfurt einmal aufgeführt wurde, aber durchfiel.

### Berufliche Karriere und Studienreisen
Ab 1810 reiste Issel durch den Odenwald und nach Heidelberg. Zu dieser Zeit führte er den Titel Kammersekretär. Von da an bezog er ein festes Gehalt vom Darmstädter Hof und musste nie seinen Lebensunterhalt durch Malerei verdienen. Er machte Bekanntschaft mit Friedrich Cropp und mit Heinrich Voß, Sohn des Dichters Johann Heinrich Voß. Außerdem lernte er den damals 15-jährigen Carl Philipp Fohr kennen und nahm ihn nach Darmstadt mit, wo Fohr von 1811 an bei ihm wohnte. Im Jahr 1814 machte Issel Bekanntschaft mit Graf Platen. Noch im selben Jahr unternahm Issel zusammen mit dem Tiermaler Max Josef Wagenbauer eine Reise nach Tirol. Er war ebenfalls befreundet mit dem Landschaftsmaler Simon Warnberger und dem Portraitisten Joseph Karl Stieler.
Anschließend reiste Issel nach Paris, ab 1815 reiste er in die Schweiz, dann in den Schwarzwald, danach nach Konstanz und anschließend führte es ihn zum Vierwaldstättersee und zum Zürichsee. Ab Oktober 1816 ließ er sich einige Zeit in Konstanz nieder, wo er mit der dortigen Künstlergemeinde verkehrte, darunter Johann Jakob Biedermann, Robert Eberle, Lorenz Schönberger, Friedrich Mosbrugger, August von Bayer und Ernst Baer.
Er interessierte sich für die Einrichtung von Museen für alle Bürger und verfasste im Jahr 1817 eine Denkschrift für den Großherzog: Über deutsche Volks-Museen 1817. Einige fromme Worte über Museen deutscher Alterthümer und Kunst.
Am 15. März 1818 wurde Issel zum Hofrat ernannt. Weitere Reisen folgten nach Berlin, Dresden und Thüringen, wo er im Juli 1818 mit Goethe zusammentraf. Im Jahr 1819 ließ Issel sich in Darmstadt nieder und begann, Kunstgegenstände für den Darmstädter Hof einzukaufen. Er hoffte auf eine Anstellung als Galerieinspektor, doch diese wurde dem Maler Franz Hubert Müller zuerkannt. 1820 verbrachte er in Heidelberg und versucht dort, Werke des verstorbenen Carl Philipp Fohr anzukaufen; insgesamt brachte er 255 Blatt zusammen, womit er die heutige Darmstädter Sammlung des Fohrschen Werks begründete.
Mit seiner Frau zog Issel 1820 nach Konstanz, wo er auf eine Anstellung als Konservator hoffte. Jedoch standen diesem Wunsch die Interessen des Darmstädter Kabinettsekretärs Ernst Christian Friedrich Schleiermacher entgegen, der die Konkurrenz Issels fürchtete, woraufhin es zu einem Zerwürfnis kam.
Von 1827 bis 1835 war Issel Gutsbesitzer des Hauses Egg gegenüber der Insel Mainau. In Konstanz konnte Issel einen Künstlerkreis um sich scharen, zu dem unter anderem Annette von Droste-Hülshoff und kurzzeitig auch Ludwig Uhland stoßen. Er war außerdem im Stadtarchiv von Konstanz tätig und veröffentlichte wahrscheinlich als Herausgeber Der Konstanzer Sturm im Jahre 1548 von Georg Vögeli und Christoph Schultheiß.

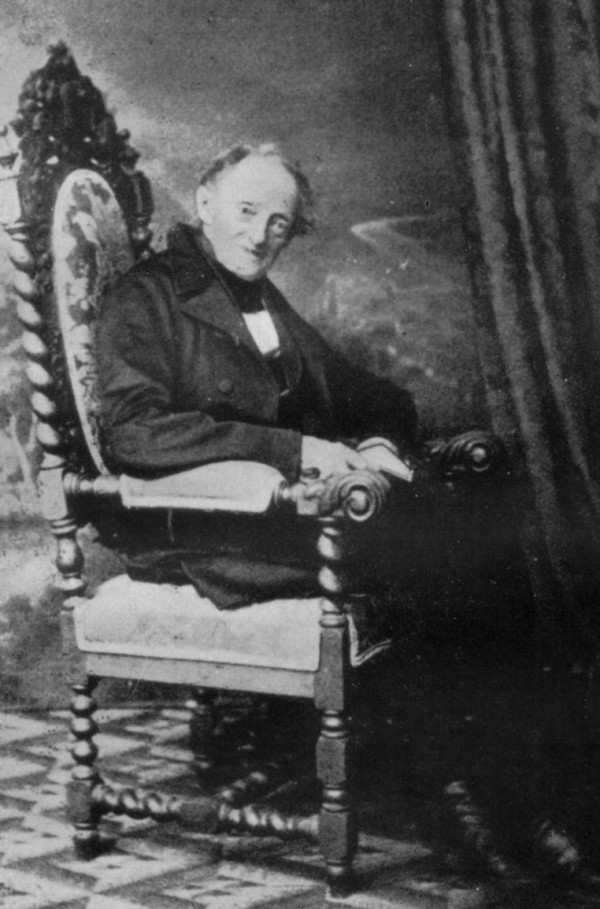
G. W. Issel im Jahr 1865

1836 zog Issel nach Freiburg im Breisgau um. Von dort unternahm er Reisen durch den Schwarzwald und fertigte Gemälde mit Schwerpunkt auf das Glottertal an. Im Jahr 1844 siedelte er nach Heidelberg über, wo er bis zu seinem Tod blieb. Über Henriette Feuerbach, die ihn in Heidelberg oft besuchte, lernte Issel auch den Maler Anselm Feuerbach kennen, dessen Mentor er wurde.

### Familie
Issel heiratete am 6. Juli 1820 Victoria von Chrismar. Sie war die Tochter von Joseph von Chrismar, Stadtdirektor von Freiburg.
Er hatte sechs Kinder: Friederike (geboren 1821), Joseph (geboren 1822), Klara (geboren 1823), Karl (geboren 1825), Anna (geboren 1827) und Viktoria (geboren 1832).

## Werk
Issel malte vor allem Landschaften in realistischer Manier, meist ohne Staffage. Der Schwarzwald (insbesondere das Glottertal) und der Bodensee waren bevorzugte Motive. Sein Stil unterschied sich deutlich von anderen zeitgenössischen Malern, er dramatisierte die Landschaft nicht wie die Romantiker und er vermied oft gemalte Motive. So hat er z. B. das Heidelberger Schloss nur selten gemalt und zog das Neckartal im Odenwald vor. Er liebte das „Idyllische“ der Landschaft und brachte es in der Darstellung zur Meisterschaft. Besonders seine Wald- und Baumstudien fallen auf: sie sind realistisch, aber keine wissenschaftlichen Darstellungen, sondern „lyrisch gestimmt“, so wie in seinen späten Werken das Friedlich-Idyllische der Landschaft vorherrscht.
- Blick von Leutstetten aus über das wellige Gelände zwischen Seeshaupt, Pähl auf den Starnberger See (1814)
- Aussicht auf Habach in Oberbayern (1814)
- St. Etienne du Mont (1815)
- Schwarzwaldwiese mit Bach (1815)
- Bodenseelandschaft mit Blick auf die Mainau (1815)
- Ein Teil des Triberger Wasserfalls (1815)
- Mondscheinlandschaft (1819)